# آی‌ان‌اس شاکتی (ای۵۷)
آی‌ان‌اس شاکتی (ای۵۷) (به انگلیسی: INS Shakti (A57)) یک کشتی است که طول آن ۱۷۵ متر (۵۷۴ فوت) می‌باشد. این کشتی در سال ۲۰۱۰ ساخته شد.